# Een sage van de scherenkust
Een sage van de scherenkust is een compositie van Hugo Alfvén. Hij begon aan het werk zodra hij (achteraf gezien) zijn populairste werk Midzomer Wacht had afgerond. Ook dit keer keerde hij terug naar een Zweedse basis voor zijn nieuwe werk. Die basis is niet zo hoogdravend als uit de titel zou kunnen blijken. Hij nam als uitgangspunt zijn liefde voor de scherenkust van Stockholm en een oude liefde van hemzelf. Midzomer Wacht ging voornamelijk over de zomer, de Sage is meer richting herfst, maar echt somber wordt het niet.  
De eerste uitvoering vond plaats op 31 maart 1905 in het Koninklijke Theater; Alfvén dirigeerde zelf het orkest van genoemde instelling.
Alfvén schreef dit symfonisch gedicht voor:
- 3 dwarsfluiten (III ook piccolo), 3 hobo's (III ook althobo), 4 klarinetten (IV ook basklarinet), 4 fagotten (IV ook contrafagot)
- 4 hoorns, 2 trompetten, 3 trombones, 1 tuba
- pauken, 2 man/vrouw percussie, 2 harpen
- violen, altviolen, celli, contrabassen

## Discografie (2012)
- Uitgave Swedish Society: Stig Westerberg met het Symfonieorkest van de Zweedse Radio opname 1967
- Uitgave Chandos: Petri Sakari met het IJslands Symfonie Orkest
- Uitgave Naxos: Niklas Willén met het Royal Scottish National Orchestra